# Албу
А́лбу (ест. Albu küla) — село в Естонії, у волості Ярва повіту Ярвамаа.

## Населення
Чисельність населення на 31 грудня 2011 року становила 277 осіб.

## Географія
Через населений пункт проходить автошлях  15141 (Каалепі — Легтметса). Від села починається дорога 15146 (Амбла — Кяравете — Албу)

## Історія
До 21 жовтня 2017 року село входило до складу волості Албу.